# Grand Prix de la ville de Saint-Nicolas 2016
La 84e ou 85e édition du Grand Prix de la ville de Saint-Nicolas (Grote Prijs Stad Sint-Niklaas) a eu lieu le 9 juillet 2016 à Saint-Nicolas (Flandre-Orientale). Elle fait partie du calendrier UCI Europe Tour 2016 en catégorie 1.2. Il fut remporté au sprint par Justin Jules.

## Classement final
| \| Classement général \| Classement général \| Classement général \| Classement général \| Classement général \| \| Coureur \| Coureur \| Pays \| Équipe \| Temps \| \| ------------------ \| ------------------ \| ------------------ \| ---------------------------- \| ------------------ \| \| 1er \| Justin Jules \| France \| Veranclassic-Ago \| 4 h 00 min 09 s \| \| 2e \| Alfdan De Decker \| Belgique \| Home Solution-Anmapa-Soenens \| + 0 s \| \| 3e \| Anthony Giacoppo \| Australie \| Avanti IsoWhey Sports \| + 0 s \| |                  |           |                              |                 |
| |                  |           |                              |                 |
| Source : ProCyclingStats |                  |           |                              |                 |
| Classement général |                  |           |                              |                 |
| Coureur | Coureur          | Pays      | Équipe                       | Temps           |
| 1er | Justin Jules     | France    | Veranclassic-Ago             | 4 h 00 min 09 s |
| 2e | Alfdan De Decker | Belgique  | Home Solution-Anmapa-Soenens | + 0 s           |
| 3e | Anthony Giacoppo | Australie | Avanti IsoWhey Sports        | + 0 s           |